# Williams Township (comté de Calhoun, Iowa)
Williams Township est un township, du comté de Calhoun en Iowa, aux États-Unis,. Le township est fondé en 1870. Il est baptisé en l'honneur de trois fondateurs, prénommés Williams : William Stott, William Bush et William Kennedy. Lors de l'organisation du township, three (en français : trois) est supprimé.

## Source de la traduction
- (en) Cet article est partiellement ou en totalité issu de l’article de Wikipédia en anglais intitulé « Williams Township, Calhoun County, Iowa » (voir la liste des auteurs).